# Pallacanestro Olimpia Milano 2015-2016
Questa voce raccoglie le informazioni riguardanti la Pallacanestro Olimpia Milano nelle competizioni ufficiali della stagione 2015-2016.

## Verdetti stagionali
Competizioni nazionali
- Serie A:

stagione regolare: 1º posto su 16 squadre (22-8);
playoff: vittoria in finale contro la Grissin Bon Reggio Emilia (2-4)  (27º titolo);
- Coppa Italia:

vittoria in finale contro la Sidigas Avellino  (5º titolo);
- Supercoppa italiana:

finale contro la Grissin Bon Reggio Emilia;
Competizioni europee
- Eurolega

Partecipazione alla Regular Season
eliminata (VI e ultima nel suo girone)
- EuroCup:

quarti di finale contro la Dolomiti Energia Trento.

## Stagione
La stagione 2015-2016 dell'Olimpia Milano, sponsorizzata EA7 Emporio Armani, è la 83ª nel massimo campionato italiano di pallacanestro, la Serie A.
Profondamente rinnovata nel roster e guidata da Jasmin Repeša, l'Olimpia inizia la stagione ufficiale disputando la Supercoppa a Torino eliminando in semifinale Trento ma venendo poi sconfitta il 27 settembre da Reggio Emilia. Dopo una tournée in USA con un doppio confronto amichevole con il Maccabi Tel Aviv, l'Olimpia affronta, sempre in amichevole, ad Assago gli americani Boston Celtics.
In ottobre prendono il via le regular season del campionato e della Eurolega. L'11 dicembre 2015 perdendo a Zagabria contro il Cedevita è matematicamente esclusa dal seguito della manifestazione e inviata a disputare l'EuroCup. Si qualifica per la fase finale della Coppa Italia disputata ad Assago dove sconfigge nei quarti Venezia, in semifinale Cremona ed in finale, il 20 febbraio 2016, Avellino vincendo per la quinta volta il trofeo. In EuroCup, dopo essersi qualificata nel suo girone di Last 32 e aver superato negli ottavi i turchi del Banvit, viene eliminata nel doppio confronto dei quarti di finale da Trento.
L'Olimpia si qualifica al primo posto nella regular season e nei play off elimina nei quarti Trento (3-0), in semifinale Venezia (4-2). In finale affronta Reggio Emilia battendola per quattro a due vincendo la partita decisiva a Reggio Emilia il 13 giugno 2016 conquistando il ventisettesimo scudetto.

## Organigramma societario
Area dirigenziale
- Presidente: Livio Proli
- General Manager: Flavio Portaluppi
- Direttore Comunicazione: Claudio Limardi
- Team Manager: Alberto Rossini
- Ticketing & Project Manager: Paolo Monguzzi
- Marketing ed Eventi: Giada Rampino
- Addetto agli Arbitri: Gianluca Solani
- Sponsorship Manager: Michele Baratta
- Social Network & WebTV: Silvia Basani
- Resp. sito Internet: Claudio Limardi
- Resp. Settore Giovanile: Stefano Bizzozzero
- Resp. Armani Junior Program: Davide Destro
- Resp. Statistiche Lega: Renato Boccotti
- Basketball Operations: Filippo Leoni

Area tecnica
- Allenatore: Jasmin Repeša
- Assistenti: Massimo Cancellieri, Mario Fioretti
- Preparatore Atletico: Giustino Danesi
- Medico Sociali: Marco Bigoni, Matteo Acquati, Ezio Giani
- Fisioterapista: Claudio Lomma

## Roster
| Pallacanestro Olimpia Milano 2015-16 | Pallacanestro Olimpia Milano 2015-16 |
| Giocatori                            | Staff tecnico                        |
| ------------------------------------ | ------------------------------------ |

| N. | Naz.                                        | Ruolo | Nome                   | Anno | Alt.   | Peso   |  |
| -- | ------------------------------------------- | ----- | ---------------------- | ---- | ------ | ------ |  |
| 1  | Stati Uniti (bandiera)                      | AC    | Jamel McLean           | 1988 | 203 cm | 104 kg |  |
| 3  | Stati Uniti (bandiera) · Croazia (bandiera) | P     | Oliver Lafayette       | 1984 | 188 cm | 88 kg  |  |
| 5  | Italia (bandiera)                           | GA    | Alessandro Gentile (C) | 1992 | 201 cm | 103 kg |  |
| 6  | Italia (bandiera)                           | P     | Andrea Amato           | 1994 | 190 cm | 78 kg  |  |
| 7  | Argentina (bandiera) · Italia (bandiera)    | G     | Bruno Cerella          | 1986 | 194 cm | 93 kg  |  |
| 9  | Lituania (bandiera)                         | P     | Mantas Kalnietis       | 1986 | 195 cm | 91 kg  |  |
| 13 | Serbia (bandiera)                           | AC    | Milan Mačvan           | 1989 | 206 cm | 118 kg |  |
| 14 | Italia (bandiera)                           | G     | Andrea Pecchia         | 1997 | 196 cm | 87 kg  |  |
| 15 | Italia (bandiera)                           | C     | Daniele Magro          | 1987 | 208 cm | 109 kg |  |
| 20 | Italia (bandiera)                           | P     | Andrea Cinciarini      | 1986 | 193 cm | 85 kg  |  |
| 21 | Stati Uniti (bandiera)                      | AP    | Rakim Sanders          | 1989 | 196 cm | 106 kg |  |
| 22 | Stati Uniti (bandiera) · Serbia (bandiera)  | G     | Charles Jenkins        | 1989 | 191 cm | 85 kg  |  |
| 24 | Stati Uniti (bandiera)                      | A     | Robbie Hummel          | 1989 | 203 cm | 98 kg  |  |
| 27 | Croazia (bandiera)                          | C     | Stanko Barać           | 1986 | 217 cm | 127 kg |  |
| 31 | Stati Uniti (bandiera) · Nigeria (bandiera) | C     | Gani Lawal             | 1988 | 205 cm | 106 kg |  |
| 43 | Croazia (bandiera)                          | AP    | Krunoslav Simon        | 1985 | 197 cm | 91 kg  |  |
| 51 | Uruguay (bandiera) · Spagna (bandiera)      | C     | Esteban Batista        | 1983 | 208 cm | 122 kg |  |
| -  | Italia (bandiera)                           |       | Ruben Calò             | 1998 |        |        |  |
| 22 | Italia (bandiera)                           | C     | Manuel Di Meco         | 1997 | 202 cm | 98 kg  |  |
| -  | Italia (bandiera)                           | A     | Manuel Pastori         | 1996 | 196 cm |        |  |
| -  | Italia (bandiera)                           |       | Miguel Pena            | 1997 |        |        |  |
| -  | Italia (bandiera)                           |       | Lorenzo Restelli       | 1996 |        |        |  |
| -  | Etiopia (bandiera) · Italia (bandiera)      | AG    | Bereket Sovera         | 1998 | 203 cm |        |  |
| -  | Italia (bandiera)                           |       | Davide Toffali         | 1998 |        |        |  |
| -  | Italia (bandiera)                           | G     | Simone Vecerina        | 1999 | 186 cm |        |  |
| -  | Italia (bandiera)                           | G     | Davide Vercesi         | 1996 | 193 cm |        |  |
| -  | Italia (bandiera)                           | P     | Francesco Villa        | 1997 | 180 cm |        |  |

| Allenatore                                                                                         |
| - Jasmin Repeša                                                                                    |
| Assistente/i                                                                                       |
| - Massimo Cancellieri - Mario Fioretti Legenda - (C) Capitano - (IN) Inattivo - Infortunato Roster |

## Mercato
Rispetto all'annata precedente la squadra viene profondamente trasformata.
Del roster che aveva concluso la stagione precedente non sono riconfermati: Joe Ragland, MarShon Brooks, Angelo Gigli, Nicolò Melli, Trent Meacham, Linas Kleiza, Frank Elegar, Daniel Hackett, Samardo Samuels, Jonathan Tabu, David Moss e si conclude anche il rapporto con il coach Luca Banchi.
Viene posto alla guida della squadra l'esperto allenatore croato Jasmin Repeša.
Sono ingaggiati i playmaker Andrea Cinciarini e Oliver Lafayette, le guardie Charles Jenkins e Krunoslav Simon, le ali Jamel McLean e Robbie Hummel e i centri Milan Mačvan, Stanko Barać e Gani Lawal. A stagione in corso vengono ingaggiati Rakim Sanders e Mantas Kalnietis mentre si procede con la rescissione contrattuale di Hummel e Lawal. Il roster viene completato a febbraio con il contratto del centro Esteban Batista.

### Sessione estiva
| Acquisti | Acquisti          | Acquisti           | Acquisti      | Acquisti |
| R.       | Nome              | da                 | Modalità      |          |
| -------- | ----------------- | ------------------ | ------------- | -------- |
| P        | Oliver Lafayette  | Olympiakos         | definitivo    |          |
| AC       | Jamel McLean      | Alba Berlino       | definitivo    |          |
| AG       | Milan Mačvan      | Partizan           | definitivo    |          |
| G        | Charles Jenkins   | Stella Rossa       | definitivo    |          |
| C        | Daniele Magro     | Pistoia Basket     | definitivo    |          |
| P        | Andrea Cinciarini | Pall. Reggiana     | definitivo    |          |
| P        | Andrea Amato      | Junior Casale      | fine prestito |          |
| A        | Robbie Hummel     | Minnesota T'wolves | definitivo    |          |
| C        | Gani Lawal        | Panathīnaïkos      | definitivo    |          |
| C        | Stanko Barać      | Cedevita Junior    | definitivo    |          |
| GA       | Krunoslav Simon   | Lokomotiv Kuban'   | definitivo    |          |
| ALL      | Jasmin Repeša     | Cedevita Junior    | definitivo    |          |
| AP       | Andrea La Torre   | Stella Azzurra     | definitivo    |          |

| Cessioni | Cessioni        | Cessioni         | Cessioni       | Cessioni |
| R.       | Nome            | a                | Modalità       |          |
| -------- | --------------- | ---------------- | -------------- | -------- |
| PG       | Joe Ragland     | Karşıyaka        | fine contratto |          |
| C        | Angelo Gigli    | Basket Ferentino | fine contratto |          |
| AG       | Nicolò Melli    | Bamberger        | fine contratto |          |
| G        | Marshon Brooks  | Jiangsu Dragons  | fine contratto |          |
| AG       | Linas Kleiza    | Free agent       | fine contratto |          |
| C        | Frank Elegar    | TED Ankara       | fine contratto |          |
| C        | Shawn James     | Bilbao Berri     | fine contratto |          |
| PG       | Daniel Hackett  | Olympiakos       | fine contratto |          |
| C        | Samardo Samuels | Barcellona       | fine contratto |          |
| P        | Jonathan Tabu   | Fuenlabrada      | fine contratto |          |
| AP       | David Moss      | TED Ankara       | fine contratto |          |
| P        | Carlo Fumagalli | Pall. Mantovana  | fine contratto |          |
| ALL      | Luca Banchi     | Free agent       | fine contratto |          |
| AP       | Andrea La Torre | Pall. Biella     | prestito       |          |

### Dopo l'inizio della stagione
| Acquisti | Acquisti         | Acquisti        | Acquisti   | Acquisti |
| R.       | Nome             | da              | Modalità   |          |
| -------- | ---------------- | --------------- | ---------- | -------- |
| P        | Mantas Kalnietis | Žalgiris Kaunas | definitivo |          |
| AP       | Rakim Sanders    | Free agent      | definitivo |          |
| C        | Esteban Batista  | Ch. Fly Dragons | definitivo |          |

| Cessioni | Cessioni      | Cessioni       | Cessioni    | Cessioni |
| R.       | Nome          | a              | Modalità    |          |
| -------- | ------------- | -------------- | ----------- | -------- |
| C        | Gani Lawal    | Delaware 87ers | rescissione |          |
| A        | Robbie Hummel | Free agent     | rescissione |          |
| P        | Andrea Amato  | Pistoia Basket | prestito    |          |

## Risultati

### Serie A

#### Stagione regolare

##### Girone di andata
| Arbitri: | Paternicò Martolini Bartoli |

|                    |            |               |
| Maurizio Buscaglia | Allenatori | Jasmin Repeša |

| Arbitri: | Seghetti Mazzoni Quarta |

|               |            |               |
| Jasmin Repeša | Allenatori | Paolo Moretti |

| Arbitri: | Lanzarini Begnis Attard |

|                    |            |               |
| Stefano Sacripanti | Allenatori | Jasmin Repeša |

| Arbitri: | Lamonica Vicino Paglialunga |

|                     |            |               |
| Sandro Dell'Agnello | Allenatori | Jasmin Repeša |

| Arbitri: | Taurino Lo Guzzo Di Francesco |

|               |            |                   |
| Jasmin Repeša | Allenatori | Vincenzo Esposito |

| Arbitri: | Martolini Sardella Quarta |

|               |            |               |
| Jasmin Repeša | Allenatori | Giorgio Valli |

| Arbitri: | Paternicò Bettini Calbucci |

|            |            |               |
| Luca Bechi | Allenatori | Jasmin Repeša |

| Arbitri: | Lanzarini Begnis Attard |

|               |            |                 |
| Jasmin Repeša | Allenatori | Carlo Recalcati |

| Arbitri: | Sahin Seghetti Weidmann |

|               |            |               |
| Fabio Corbani | Allenatori | Jasmin Repeša |

| Arbitri: | Lamonica Mattioli Ursi |

|                      |            |               |
| Massimiliano Menetti | Allenatori | Jasmin Repeša |

| Arbitri: | Taurino Rossi Noce |

|               |            |                  |
| Jasmin Repeša | Allenatori | Giulio Griccioli |

| Arbitri: | Lanzarini Mazzoni Quarta |

|               |            |              |
| Jasmin Repeša | Allenatori | Piero Bucchi |

| Arbitri: | Seghetti Sardella Morelli |

|                  |            |               |
| Riccardo Paolini | Allenatori | Jasmin Repeša |

| Arbitri: | Mattioli Filippini Rossi |

|                 |            |               |
| Cesare Pancotto | Allenatori | Jasmin Repeša |

| Arbitri: | Lamonica Begnis Aronne |

|               |            |               |
| Jasmin Repeša | Allenatori | Marco Calvani |

##### Girone di ritorno
| Arbitri: | Taurino Vicino Caiazza |

|               |            |                    |
| Jasmin Repeša | Allenatori | Maurizio Buscaglia |

| Arbitri: | Sahin Aronne Borgioni |

|               |            |               |
| Paolo Moretti | Allenatori | Jasmin Repeša |

| Arbitri: | Lo Guzzo Mazzoni Brindisi |

|               |            |                    |
| Jasmin Repeša | Allenatori | Stefano Sacripanti |

| Arbitri: | Mattioli Lanzarini Vicino |

|                   |            |               |
| Vincenzo Esposito | Allenatori | Jasmin Repeša |

| Arbitri: | Seghetti Martolini Grigioni |

|               |            |               |
| Giorgio Valli | Allenatori | Jasmin Repeša |

| Arbitri: | Lanzarini Di Francesco Morelli |

|               |            |                   |
| Jasmin Repeša | Allenatori | Francesco Vitucci |

| Arbitri: | Seghetti Filippini Ursi |

|               |            |                     |
| Jasmin Repeša | Allenatori | Sandro Dell'Agnello |

| Arbitri: | Lamonica Baldini Rossi |

|                    |            |               |
| Walter De Raffaele | Allenatori | Jasmin Repeša |

| Arbitri: | Taurino Begnis Bartoli |

|               |            |                  |
| Jasmin Repeša | Allenatori | Sergej Bazarevič |

| Arbitri: | Paternicò Sabetta Sardella |

|               |            |                      |
| Jasmin Repeša | Allenatori | Massimiliano Menetti |

| Arbitri: | Mazzoni Bettini Weidmann |

|                  |            |               |
| Gennaro Di Carlo | Allenatori | Jasmin Repeša |

| Arbitri: | Sabetta Filippini Borgioni |

|              |            |               |
| Piero Bucchi | Allenatori | Jasmin Repeša |

| Arbitri: | Taurino Weidmann Caiazza |

|               |            |                  |
| Jasmin Repeša | Allenatori | Riccardo Paolini |

| Arbitri: | Filippini Sardella Vicino |

|               |            |                 |
| Jasmin Repeša | Allenatori | Cesare Pancotto |

| Arbitri: | Paternicò Aronne Attard |

|                   |            |               |
| Federico Pasquini | Allenatori | Jasmin Repeša |

#### Play-off

##### Quarti di finale
| Arbitri: | Dino Seghetti Gabriele Bettini Guido Di Francesco |

|                  |            |                    |
| Sanders 21       | Punti      | 18 Pascolo         |
| Gentile, Simon 4 | Assist     | 6 Lockett          |
| Batista 11       | Rimbalzi   | 14 Pascolo         |
| Jasmin Repeša    | Allenatori | Maurizio Buscaglia |

| Arbitri: | Saverio Lanzarini Alessandro Martolini Michele Rossi |

|               |            |                    |
| Gentile 17    | Punti      | 22 Pascolo         |
| Kalnietis 4   | Assist     | 6 Forray           |
| Batista 7     | Rimbalzi   | 12 Wright          |
| Jasmin Repeša | Allenatori | Maurizio Buscaglia |

| Arbitri: | Paolo Taurino Massimiliano Filippini Evangelista Caiazza |

|                    |            |                   |
| Wright 14          | Punti      | 16 Gentile, Simon |
| Sutton 4           | Assist     | 4 Kalnietis       |
| Wright 6           | Rimbalzi   | 7 McLean, Mačvan  |
| Maurizio Buscaglia | Allenatori | Jasmin Repeša     |

##### Semifinale
| Arbitri: | Luigi Lamonica Manuel Mazzoni Mark Bartoli |

|               |            |                    |
| Sanders 28    | Punti      | 16 Green           |
| Lafayette 4   | Assist     | 6 Green            |
| Batista 8     | Rimbalzi   | 6 Ejim             |
| Jasmin Repeša | Allenatori | Walter De Raffaele |

| Arbitri: | Paolo Taurino Massimiliano Filippini Emanuele Aronne |

|               |            |                    |
| Simon 17      | Punti      | 13 Bramos          |
| Gentile 6     | Assist     | 6 Pargo            |
| Batista 7     | Rimbalzi   | 5 Ortner           |
| Jasmin Repeša | Allenatori | Walter De Raffaele |

| Arbitri: | Gianluca Mattioli Dino Seghetti Gianluca Sardella |

|                    |            |               |
| Pargo 17           | Punti      | 17 McLean     |
| Green 5            | Assist     | 3 Kalnietis   |
| Ejim, Mačvan 7     | Rimbalzi   | 7 McLean      |
| Walter De Raffaele | Allenatori | Jasmin Repeša |

| Arbitri: | Carmelo Paternico' Saverio Lanzarini Alessandro Martolini |

|                    |            |               |
| Bramos 14          | Punti      | 25 Simon      |
| Green 7            | Assist     | 5 Kalnietis   |
| Ejim, Ortner 7     | Rimbalzi   | 12 Batista    |
| Walter De Raffaele | Allenatori | Jasmin Repeša |

| Arbitri: | Tolga Sahin Enrico Sabetta Roberto Begnis |

|                  |            |                    |
| Kalnietis 14     | Punti      | 13 Tonut           |
| Gentile, Simon 6 | Assist     | 7 Pargo            |
| Mačvan 11        | Rimbalzi   | 7 Ortner           |
| Jasmin Repeša    | Allenatori | Walter De Raffaele |

| Arbitri: | Saverio Lanzarini Manuel Mazzoni Mark Bartoli |

|                    |            |               |
| Tonut 12           | Punti      | 16 Lafayette  |
| Green 5            | Assist     | 3 Simon       |
| Tonut 7            | Rimbalzi   | 12 Batista    |
| Walter De Raffaele | Allenatori | Jasmin Repeša |

##### Finale
| Arbitri: | Luigi Lamonica Enrico Sabetta Massimiliano Filippini |

|               |            |                      |
| Gentile 15    | Punti      | 27 Kaukėnas          |
| Simon 5       | Assist     | 6 De Nicolao         |
| Simon 8       | Rimbalzi   | 8 Polonara           |
| Jasmin Repeša | Allenatori | Massimiliano Menetti |

| Arbitri: | Paolo Taurino Roberto Begnis Gianluca Sardella |

|               |            |                      |
| Gentile 23    | Punti      | 20 Della Valle       |
| Lafayette 6   | Assist     | 3 tre giocatori      |
| Kalnietis 6   | Rimbalzi   | 5 De Nicolao         |
| Jasmin Repeša | Allenatori | Massimiliano Menetti |

| Arbitri: | Tolga Sahin Alessandro Martolini Carmelo Lo Guzzo |

|                      |            |                       |
| Lavrinovič 20        | Punti      | 15 Kalnietis          |
| Needham 6            | Assist     | 4 Cinciarini, Gentile |
| Polonara 10          | Rimbalzi   | 6 Kalnietis           |
| Massimiliano Menetti | Allenatori | Jasmin Repeša         |

| Arbitri: | Saverio Lanzarini Gianluca Mattioli Manuel Mazzoni |

|                        |            |                      |
| Aradori, Lavrinovič 15 | Punti      | 21 Sanders           |
| De Nicolao 4           | Assist     | 4 Cerella, Kalnietis |
| Polonara 8             | Rimbalzi   | 7 Batista            |
| Massimiliano Menetti   | Allenatori | Jasmin Repeša        |

| Arbitri: | Luigi Lamonica Tolga Sahin Emanuele Aronne |

|                    |            |                      |
| Kalnietis 16       | Punti      | 14 Aradori           |
| Simon 4            | Assist     | 4 De Nicolao         |
| Kalnietis, Simon 8 | Rimbalzi   | 9 Polonara           |
| Jasmin Repeša      | Allenatori | Massimiliano Menetti |

| Arbitri: | Enrico Sabetta Saverio Lanzarini Alessandro Martolini |

|                        |            |               |
| Kaukėnas 18            | Punti      | 16 Gentile    |
| De Nicolao, Kaukėnas 4 | Assist     | 5 Sanders     |
| Polonara 8             | Rimbalzi   | 9 Batista     |
| Massimiliano Menetti   | Allenatori | Jasmin Repeša |

### Eurolega

#### Fase a giorni
| Arbitri: | Ilija Belosevic Elias Koromilas Joseph Bissang |

|               |            |                   |
| Jasmin Repeša | Allenatori | Velimir Perasović |

| Arbitri: | Robert Lottermoser Eddie Viator Carlos Peruga |

|                                         |            |                                         |
| J. Diebler 17 T. Heurtel 13 D. Šarić 12 | Punti      | 22 A. Gentile 18 M. Mačvan 8 C. Jenkins |
| J. Granger, T. Heurtel 8                | Assist     | 6 O. Lafayette                          |
| B. Dunston 6                            | Rimbalzi   | 9 M. Mačvan                             |
| Dušan Ivković                           | Allenatori | Jasmin Repeša                           |

| Arbitri: | Matej Boltauzer Jakub Zamojski Marko Juras |

|                                       |            |                                             |
| A. Gentile 24 K. Simon 11 M. Mačvan 9 | Punti      | 18 P. Young 16 G. Printezīs 14 V. Spanoulīs |
| A. Gentile 7                          | Assist     | 4 V. Spanoulīs                              |
| G. Lawal 6                            | Rimbalzi   | 6 G. Printezīs                              |
| Jasmin Repeša                         | Allenatori | Giannīs Sfairopoulos                        |

| Arbitri: | Chrīstos Christodoulou Vicente Bultó Il'ja Putenko |

|                                           |            |                                     |
| A. Gentile 19 K. Simon 16 O. Lafayette 14 | Punti      | 16 M. Bilan 15 J. White 13 L. Babić |
| R. Hummel 4                               | Assist     | 5 L. Babić                          |
| J. McLean 10                              | Rimbalzi   | 7 J. White                          |
| Jasmin Repeša                             | Allenatori | Veljko Mršić                        |

| Arbitri: | Milivoje Jovčić Benjamín Jiménez Piotr Pastusiak |

|                                                    |            |                                       |
| N. Boungou Colo 18 A. Traoré 15 H. Schaffartzik 14 | Punti      | 19 A. Gentile 10 J. McLean 7 K. Simon |
| L. Westermann 7                                    | Assist     | 3 A. Gentile, K. Simon                |
| A. Traoré 7                                        | Rimbalzi   | 5 J. McLean, A. Gentile, G. Lawal     |
| Philippe Hervé                                     | Allenatori | Jasmin Repeša                         |

| Arbitri: | Robert Lottermoser Īlia Koromīlas Eddie Viator |

|                                       |            |                                        |
| F. Causeur 22 D. Adams 20 M. James 18 | Punti      | 24 A. Gentile 16 S. Barać 13 J. McLean |
| D. Adams 4                            | Assist     | 7 A. Cinciarini                        |
| I. Mpourousīs 12                      | Rimbalzi   | 12 S. Barać                            |
| Velimir Perasović                     | Allenatori | Jasmin Repeša                          |

| Arbitri: | Dani Hierrezuelo Sreten Radović Aare Halliko |

|                                          |            |                                       |
| J. McLean 26 K. Simon 17 O. Lafayette 15 | Punti      | 17 B. Batuk 15 D. Šarić 13 J. Diebler |
| K. Simon 6                               | Assist     | 9 T. Heurtel                          |
| J. McLean, S. Barać, K. Simon 5          | Rimbalzi   | 8 B. Dunston                          |
| Jasmin Repeša                            | Allenatori | Dušan Ivković                         |

| Arbitri: | Oļegs Latiševs Vicente Bultó Marcin Kowalski |

|                                                    |            |                                             |
| D.J. Strawberry 16 N. Milutinov 12 G. Printezīs 11 | Punti      | 12 A. Cinciarini 12 C. Jenkins 11 J. McLean |
| D. Hackett 5                                       | Assist     | 6 K. Simon                                  |
| D.J. Strawberry 9                                  | Rimbalzi   | 10 J. McLean                                |
| Giannīs Sfairopoulos                               | Allenatori | Jasmin Repeša                               |

| Arbitri: | Borys Ryžyk Carlos Cortés David Romano |

|                                         |            |                                       |
| M. Bilan 23 M. Arapović 16 J. Pullen 11 | Punti      | 21 R. Hummel 15 J. McLean 13 K. Simon |
| J. Pullen 7                             | Assist     | 7 K. Simon                            |
| M. Arapović 7                           | Rimbalzi   | 8 R. Hummel                           |
| Veljko Mršić                            | Allenatori | Jasmin Repeša                         |

| Arbitri: | Miguel Pérez Pérez Sašo Petek Igor Dragojević |

|                                        |            |                                                                 |
| M. Mačvan 15 K. Simon 14 B. Cerella 10 | Punti      | 21 N. Boungou Colo 16 F. Zerbo 9 H. Schaffartzik, L. Westermann |
| M. Mačvan 4                            | Assist     | 4 H. Schaffartzik, M. Gatens, L. Westermann                     |
| K. Simon 7                             | Rimbalzi   | 8 N. Boungou Colo, F. Zerbo                                     |
| Jasmin Repeša                          | Allenatori | Philippe Hervé                                                  |

### Eurocup

#### Last 32
| Arbitri: | Fernando Rocha Elias Koromilas Carlos Peruga |

|                |            |               |
| Saša Obradović | Allenatori | Jasmin Repeša |

| Arbitri: | Matej Boltauzer Tomasz Trawicki Nick Van Den Broeck |

|               |            |                  |
| Jasmin Repeša | Allenatori | Dīmītrīs Priftīs |

| Arbitri: | Miguel Perez Ersan Kartal Clemens Fritz |

|               |            |                   |
| Jasmin Repeša | Allenatori | Dainius Adomaitis |

| Arbitri: | Milivoje Jovcic Alexey Davydov Mario Majkic |

|                   |            |               |
| Dainius Adomaitis | Allenatori | Jasmin Repeša |

| Arbitri: | Juan Garcia Ingus Baumanis Jean-Charles Collin |

|               |            |                |
| Jasmin Repeša | Allenatori | Saša Obradović |

| Arbitri: | Olegs Latisevs Oscar Perea Radomir Vojinovic |

|                  |            |               |
| Dīmītrīs Priftīs | Allenatori | Jasmin Repeša |

#### Fase a eliminazione
| Arbitri: | Spiros Gkontas Carlos Peruga Marko Juras |

|              |            |               |
| Selçuk Ernak | Allenatori | Jasmin Repeša |

| Arbitri: | Carlos Cortes Moris Reiter Markos Michaelides |

|               |            |              |
| Jasmin Repeša | Allenatori | Selçuk Ernak |

| Arbitri: | Emilio Perez Robert Vyklicky Clemens Fritz |

|                    |            |               |
| Maurizio Buscaglia | Allenatori | Jasmin Repeša |

| Arbitri: | Benjamin Jimenez Marek Cmikiewicz Petar Obradovic |

|               |            |                    |
| Jasmin Repeša | Allenatori | Maurizio Buscaglia |

### Coppa Italia
| Assago 19 febbraio 2016, ore 20:30 Quarti di finale | Olimpia Milano | 88 – 59 referto | Reyer Venezia | Mediolanum Forum |
| Jasmin Repeša Allenatori Carlo Recalcati            |                |                 |               |                  |
|                                                     |                |                 |               |                  |
| Jasmin Repeša                                       | Allenatori     | Carlo Recalcati |               |                  |

| Arbitri: | Lanzarini Sardella Aronne |

|                                      |            |                                                     |
| Simon 17 Sanders 16 Cinciarini 13    | Punti      | 15 Washington 12 McGee 6 Dragović, Gaspardo, Turner |
| McLean, Lafayette, Mačvan, Sanders 3 | Assist     | 2 Dragović, Washington, Turner                      |
| Magro, Simon 9                       | Rimbalzi   | 6 N. Dragović                                       |
| Jasmin Repeša                        | Allenatori | Cesare Pancotto                                     |

| Arbitri: | Lamonica (Roseto degli Abruzzi) Taurino (Vignola) Mazzoni |

| |            | |
| Sanders 17 McLean 15 Mačvan 14 | Punti      | 25 Nunnally 13 Buva 9 Acker |
| Lafayette 6 | Assist     | 6 Green |
| Sanders 7 | Rimbalzi   | 6 Green, Leunen |
| 15 Magro• 20 Cinciarini• 21 Sanders• 22 Jenkins• 43 Simon 1 McLean• 3 Lafayette• 5 Gentile• 6 Amato• 7 Cerella• 9 Kalnietis• 13 Mačvan | Formazioni | 4 Green• 9 Acker• 10 Leunen• 14 Cervi• 21 Nunnally 0 Norcino• 1 Ragland• 6 Veikalas• 19 Severini• 22 Pini• 25 Buva• 57 Parlato |
| Jasmin Repeša | Allenatori | Stefano Sacripanti |

### Supercoppa
| Arbitri: | Enrico Sabetta (Termoli) Di Francesco (Teramo) Aronne (Viterbo) |

| |            | |
| Gentile 17 McLean 12 Cerella 8 | Punti      | 15 Goss 13 Perić 12 Bramos                                                                                                |
| Gentile 6 | Assist     | 7 Green |
| McLean 8 | Rimbalzi   | 4 M. Green, J. Owens, J. Viggiano                                                                                         |
| 1 McLean• 5 Gentile• 13 Mačvan• 20 Cinciarini• 22 Jenkins 3 Lafayette• 6 Amato• 7 Cerella• 11 Simon• 15 Magro• 24 Hummel• 31 Lawal | Formazioni | 4 Perić• 5 Goss• 10 Green• 13 Owens• 22 Viggiano 6 Bramos• 7 Tonut• 8 Jackson• 11 Ruzzier• 14 Ress• 15 Simioni• 16 Ortner |
| Jasmin Repeša | Allenatori | Charlie Recalcati |

| Arbitri: | Enrico Sabetta (Termoli) Di Francesco (Teramo) Aronne (Viterbo) |

| |            | |
| Gentile 14 Della Valle13 Kaukėnas 12                                                                                                | Punti      | 13 Hummel 11 Simon 9 McLean, Gentile                                                                                                  |
| Aradori, Lavrinovič 4 | Assist     | 6 Gentile, Cinciarini |
| Polonara, Della Valle, Verameenka, Siliņš 4                                                                                         | Rimbalzi   | 11 Mačvan |
| 4 Aradori• 6 Polonara• 7 Lavrinovič• 13 Kaukėnas• 18 S. Gentile 8 Della Valle• 16 De Nicolao• 10 Pecháček• 12 Verameenka• 15 Siliņš | Formazioni | 1 McLean· 5 A. Gentile· 13 Mačvan· 20 Cinciarini· 22 Jenkins 3 Lafayette· 6 Amato· 7 Cerella· 15 Magro· 24 Hummel· 31 Lawal· 43 Simon |
| Max Menetti | Allenatori | Jasmin Repeša |

## Statistiche

### Statistiche di squadra
| Competizione          | G  | V  | P  | Pt   | 2PT  | 3PT  | TL   | Rimbalzi | Rimbalzi | Rimbalzi | Stop | Palle | Palle | Ass  |
| Competizione          | G  | V  | P  | Pt   | 2PT  | 3PT  | TL   | Off      | Dif      | Tot      | Stop | Perse | Rec.  | Ass  |
| --------------------- | -- | -- | -- | ---- | ---- | ---- | ---- | -------- | -------- | -------- | ---- | ----- | ----- | ---- |
| Serie A               | 30 | 22 | 8  | 81.7 | 54.5 | 36.1 | 74.0 | 10.9     | 36.2     | 37.1     | 1.6  | 14.3  | 7.7   | 16.0 |
| Play-off              | 15 | 11 | 4  | 78.5 | 53.7 | 32.9 | 75.5 | 12.0     | 26.7     | 38.7     | 1.9  | 16.0  | 7.7   | 16.1 |
| Euroleague Basketball | 10 | 3  | 7  | 73.7 | 47.6 | 31.3 | 77.3 | 10.7     | 21.5     | 32.2     | 1.5  | 11.9  | 7.3   | 16.2 |
| Eurocup               | 10 | 6  | 4  | 77.7 | 53.1 | 36.6 | 71.8 | 9.9      | 20.5     | 30.4     | 1.5  | 13.8  | 7.9   | 15.8 |
| Supercoppa Italiana   | 2  | 1  | 1  | 69.5 | 56.1 | 31.9 | 68.2 | 12.0     | 20.5     | 32.5     | 1.5  | 18.5  | 9.0   | 16.5 |
| Coppa Italia          | 3  | 3  | 0  | 86.7 | 50.4 | 38.0 | 83.3 | 17.3     | 28.7     | 46.0     | 1.7  | 16.3  | 9.0   | 17.7 |
| Totale                | 70 | 46 | 24 | 77.9 | 52.5 | 34.4 | 75.0 | 12.1     | 25.6     | 37.7     | 1.6  | 15.1  | 8.1   | 16.3 |

### Statistiche giocatori
Fonte: Campionato, Coppa Italia, Supercoppa

Fonte Eurolega, Eurocup
| Giocatore     | Serie A+Playoff | Serie A+Playoff | Serie A+Playoff | Serie A+Playoff | Coppa Italia | Coppa Italia | Coppa Italia | Coppa Italia | Supercoppa Italiana | Supercoppa Italiana | Supercoppa Italiana | Supercoppa Italiana | Eurolega+Eurocup | Eurolega+Eurocup | Eurolega+Eurocup | Eurolega+Eurocup | Totale | Totale | Totale | Totale |
| Giocatore     | PG              | PTI             | AST             | RIM             | PG           | PTI          | AST          | RIM          | PG                  | PTI                 | AST                 | RIM                 | PG               | PTI              | AST              | RIM              | PG     | PTI    | AST    | RIM    |
| ------------- | --------------- | --------------- | --------------- | --------------- | ------------ | ------------ | ------------ | ------------ | ------------------- | ------------------- | ------------------- | ------------------- | ---------------- | ---------------- | ---------------- | ---------------- | ------ | ------ | ------ | ------ |
| A. Amato      | 7               | 5               | 4               | 3               | 2            | 3            | 2            | 0            | 0                   | 0                   | 0                   | 0                   | 2+2              | 0+0              | 0+0              | 0+0              | 13     | 8      | 6      | 3      |
| S. Barać      | 17              | 112             | 8               | 64              | -            | -            | -            | -            | -                   | -                   | -                   | -                   | 10+9             | 64+33            | 10+3             | 39+23            | 36     | 209    | 21     | 126    |
| E. Batista    | 10+15           | 137+107         | 6+12            | 66+94           | 1            | 8            | 0            | 6            | -                   | -                   | -                   | -                   | -                | -                | -                | -                | 26     | 252    | 18     | 166    |
| R. Calò       | 0+0             | 0+0             | 0+0             | 0+0             | -            | -            | -            | -            | -                   | -                   | -                   | -                   | -                | -                | -                | -                | 0      | 0      | 0      | 0      |
| B. Cerella    | 25+15           | 63+45           | 27+12           | 41+26           | 2            | 2            | 1            | 5            | 2                   | 8                   | 2                   | 2                   | 9+8              | 17+32            | 5+6              | 9+9              | 61     | 167    | 53     | 92     |
| A. Cinciarini | 24+8            | 147+25          | 61+10           | 80+15           | 3            | 31           | 5            | 10           | -                   | -                   | -                   | -                   | 8+9              | 43+74            | 25+20            | 17+16            | 52     | 320    | 121    | 138    |
| M. Di Meco    | 0+0             | 0+0             | 0+0             | 0+0             | -            | -            | -            | -            | -                   | -                   | -                   | -                   | -                | -                | -                | -                | 0      | 0      | 0      | 0      |
| A. Gentile    | 17+15           | 213+166         | 49+45           | 49+52           | 0            | 0            | 0            | 0            | 2                   | 26                  | 12                  | 10                  | 6+4              | 120+37           | 25+9             | 21+8             | 44     | 562    | 140    | 140    |
| R. Hummel     | 11              | 99              | 9               | 55              | -            | -            | -            | -            | 2                   | 17                  | 2                   | 8                   | 9                | 68               | 9                | 36               | 22     | 184    | 20     | 99     |
| C. Jenkins    | 25+4            | 137+13          | 24+3            | 53+6            | 3            | 25           | 4            | 16           | 2                   | 13                  | 0                   | 2                   | 10+8             | 67+34            | 18+9             | 16+13            | 52     | 289    | 58     | 106    |
| M. Kalnietis  | 11+15           | 67+137          | 51+44           | 37+49           | 2            | 7            | 6            | 5            | -                   | -                   | -                   | -                   | 0+6              | 0+58             | 0+14             | 0+8              | 34     | 269    | 115    | 99     |
| O. Lafayette  | 29+15           | 291+106         | 67+33           | 92+30           | 3            | 17           | 11           | 8            | 2                   | 3                   | 2                   | 4                   | 10+9             | 73+76            | 21+28            | 20+21            | 68     | 566    | 162    | 175    |
| G. Lawal      | 3               | 15              | 1               | 10              | -            | -            | -            | -            | 2                   | 8                   | 0                   | 6                   | 5                | 11               | 0                | 16               | 10     | 34     | 1      | 32     |
| M. Mačvan     | 26+15           | 253+119         | 35+13           | 123+64          | 3            | 36           | 7            | 11           | 2                   | 10                  | 0                   | 15                  | 6+9              | 60+103           | 12+17            | 26+42            | 61     | 581    | 84     | 281    |
| D. Magro      | 17+6            | 44+2            | 3+1             | 28+7            | 3            | 10           | 0            | 13           | 0                   | 0                   | 0                   | 0                   | 2+7              | 0+8              | 0+2              | 0+11             | 35     | 64     | 6      | 59     |
| J. McLean     | 29+13           | 328+100         | 33+10           | 175+54          | 3            | 34           | 4            | 18           | 2                   | 21                  | 1                   | 12                  | 10+10            | 107+118          | 9+17             | 41+60            | 67     | 708    | 74     | 360    |
| M. Pastori    | 0+0             | 0+0             | 0+0             | 0+0             | -            | -            | -            | -            | -                   | -                   | -                   | -                   | -                | -                | -                | -                | 0      | 0      | 0      | 0      |
| A. Pecchia    | 2+1             | 0+0             | 0+0             | 0+0             | -            | -            | -            | -            | -                   | -                   | -                   | -                   | -                | -                | -                | -                | 3      | 0      | 0      | 0      |
| M. Pena       | 0+0             | 0+0             | 0+0             | 0+0             | -            | -            | -            | -            | -                   | -                   | -                   | -                   | -                | -                | -                | -                | 0      | 0      | 0      | 0      |
| L. Restelli   | 0+0             | 0+0             | 0+0             | 0+0             | -            | -            | -            | -            | -                   | -                   | -                   | -                   | -                | -                | -                | -                | 0      | 0      | 0      | 0      |
| R. Sanders    | 11+13           | 117+166         | 11+18           | 37+58           | 3            | 49           | 4            | 18           | -                   | -                   | -                   | -                   | 0+6              | 0+74             | 0+3              | 0+19             | 33     | 406    | 36     | 132    |
| K. Simon      | 28+15           | 424+192         | 92+40           | 126+55          | 3            | 38           | 8            | 18           | 2                   | 17                  | 5                   | 2                   | 10+9             | 107+130          | 28+30            | 40+36            | 67     | 908    | 203    | 277    |
| B. Sovera     | 0+0             | 0+0             | 0+0             | 0+0             | -            | -            | -            | -            | -                   | -                   | -                   | -                   | -                | -                | -                | -                | 0      | 0      | 0      | 0      |
| D. Toffali    | 1+0             | 0+0             | 0+0             | 0+0             | -            | -            | -            | -            | -                   | -                   | -                   | -                   | -                | -                | -                | -                | 1      | 0      | 0      | 0      |
| S. Vecerina   | 1+0             | 0+0             | 0+0             | 0+0             | 1            | 0            | 1            | 0            | -                   | -                   | -                   | -                   | -                | -                | -                | -                | 2      | 0      | 1      | 0      |
| D. Vercesi    | 0+0             | 0+0             | 0+0             | 0+0             | -            | -            | -            | -            | -                   | -                   | -                   | -                   | -                | -                | -                | -                | 0      | 0      | 0      | 0      |
| F. Villa      | 0+1             | 0+0             | 0+0             | 0+0             | -            | -            | -            | -            | -                   | -                   | -                   | -                   | -                | -                | -                | -                | 1      | 0      | 0      | 0      |